# Willibrordusput

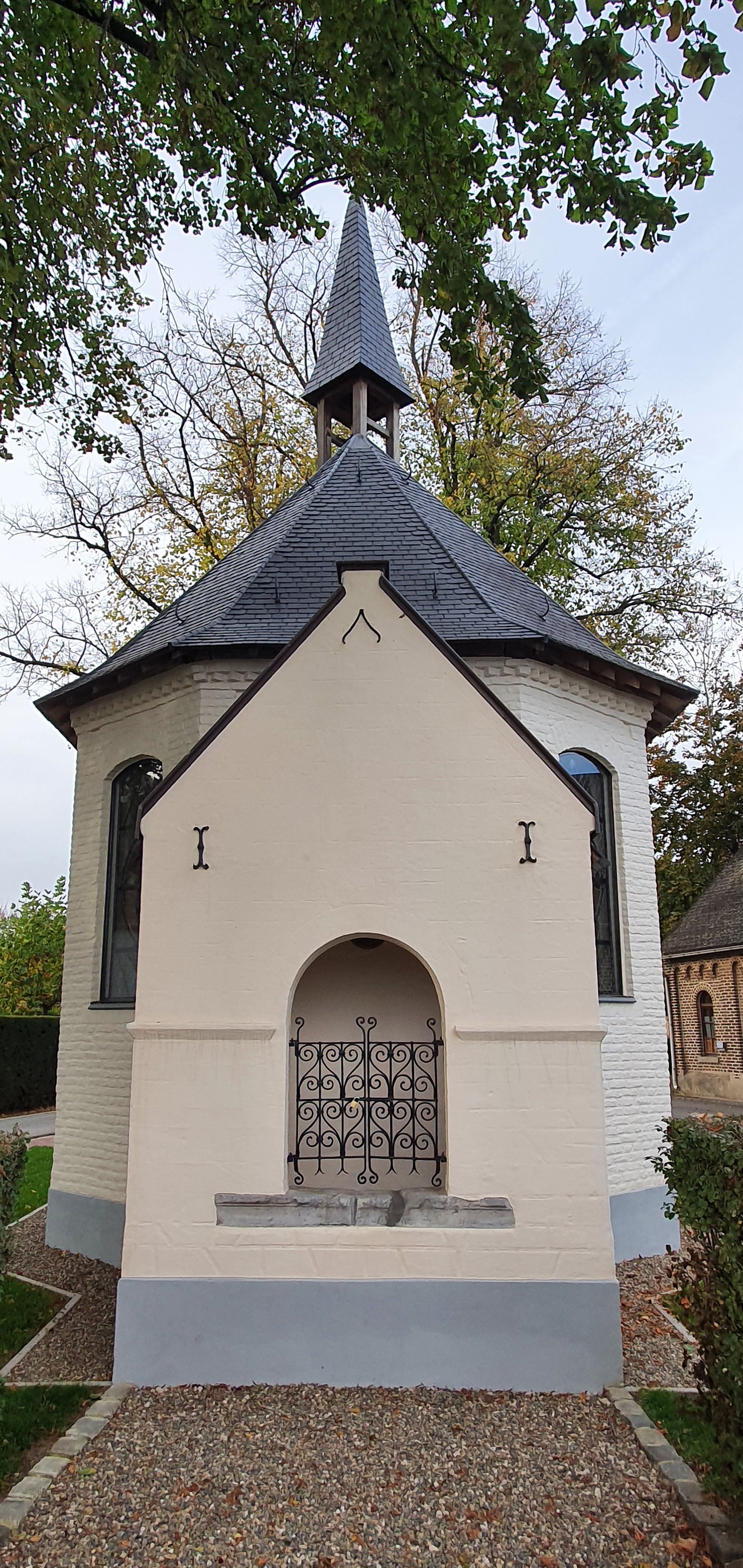
Willibrordusput in Aldeneik

Een Willibrordusput is een put of bron waarvan de overlevering wil dat deze door de Heilige Willibrord is geslagen.
Als de plaatselijke bevolking verlegen zat om water, sloeg Willibrord een aantal malen met zijn staf op de grond, waarop een bron ontsprong. Door het aanschouwen van dit mirakel zou de plaatselijke bevolking zich hebben laten kerstenen. Aan het water van deze bronnen werd later een geneeskrachtige werking toegeschreven. Zo werd het Gebreck van Sint Willebrort (rachitis) met dit water bestreden.
Mogelijk speelt in de symboliek hieromheen het gegeven dat Willibrord aldus een christelijke inhoud gaf aan de natuurverering van de Germaanse volkeren die hij trachtte te kerstenen. Het gaat voorbij aan het soms gewelddadige optreden van Willibrord en de zijnen, waarbij heiligdommen werden vernietigd of ontwijd.
Men vindt of vond Willibrordusputten in tal van plaatsen waar Willibrord zou hebben gepredikt. Een rechtstreeks verband met Willibrord is nimmer aangetoond, hoewel enkele van deze putten een hoge ouderdom bezitten.
Overigens zijn er nog tal van putten te vinden die aan andere heiligen worden toegeschreven.

## Voorbeelden van plaatsen met Willibrordusputten
- Aldeneik
- Alphen
- Asten
- Bakel
- Berkel
- Diessen
- Eersel
- Geijsteren
- Heiloo: Willibrordusput
- Kasterlee
- Luttel Meijel op de grens van Deurne en Meijel: Willibrordusput
- Munsterbilzen
- Neeroeteren
- Oss: Willibrordusput
- Poppel
- Reppel
- Ruimel
- Stramproy
- Vessem
- Viersel
- Wulpen (Koksijde)
- Zoutelande: Willibrordusput